# Джон Сіна
Джон Сіна (англ. John Cena), повне ім'я Джон Фелікс Ентоні Сіна, молодший (англ. John Felix Anthony Cena, Jr., народився 23 квітня 1977) — американський реслер, що виступає в WWE, представляючи бренд SmackDown. Джон також автор і виконавець пісень у стилі хіп-хоп і реп, актор кіно.

## Біографія
Джон Сіна народився 23 квітня 1977 у Вест-Ньюбері, штат Массачусетс. Він другий із п'яти синів Керол Сіни і Джона Сіни, старшого. У коледжі грав у американський футбол. У 1998 році закінчив коледж із дипломом по фізіології спорту. Після закінчення почав займатися боксом та бодібілдингом.

## Кар'єра в професійному театрі-реслінгу

### Ultimate Pro Wrestling (2000—2001)
Для того, щоб стати професійним реслером, Джон Сіна почав тренування в 2000-му році в розташованому в Каліфорнії «Ultimate University» (дочірньою компанією Ultimate Pro Wrestling). Коли Сіна почав виходити на ринг він узяв собі псевдонім Прототип (en. Prototype).[10][11] Деякі з цих моментів його кар'єри були показані на каналі Discovery у програмі Inside Pro Wrestling School.[12]. Будучи в UPW Сіна тримав пояс чемпіона у важкій вазі UPW один місяць у квітні 2000-ого року.

### World Wrestling Entertainment / WWE

#### Ohio Valley Wrestling (2001—2002)
У 2001 році Джон Сіна підписує контракт з WWE, яка відправляє Сіну в Ohio Valley Wrestling (OVW).[13] У складі OVW Сіна виступає під двома псевдонімами Прототип і Містер П. Тут же він завойовує титул чемпіона у важкій вазі OVW на три місяці і командного чемпіона OVW (з Ріко Костянтино на два місяці

#### Дебют (2002—2004)

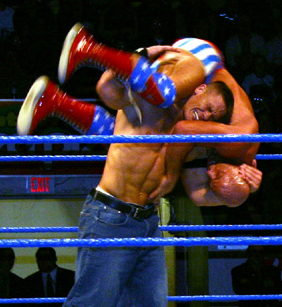
Джон Сіна проводить F-U на Курті Енглі

Сіна дебютував на телебаченні, відповівши на відкритий виклик Курта Енгла 27 червня 2002. Натхненний промовою голови правління WWE Вінса Макмехона, яку він дав перед висхідними зірками компанії, спонукаючи їх показати «нещадну агресію», щоб отримати своє місце під сонцем серед легенд, Сіна не упустив можливості зустрітися віч на віч із Куртом Енглом. Сіні вдалося звільнитися із захвату Курта Angle Slam, але не вдалося протистояти утриманню в стилі аматорської боротьби.
Продовжуючи проводити бої, в яких Сіна майже завжди вигравав, він поступово ставав улюбленцем фанатів і, почавши ворожнечу з Крісом Джеріко, переміг його на супершоу Vengeance. У жовтні Сіна і Біллі Кідман створили команду, щоб стати першими командними чемпіонами WWE на арені SmackDown, але програли в першому ж раунді. За тиждень Сіна атакував Кідмана, звинувачуючи того в їх поразці.
Через деякий час, на епізоді шоу SmackDown, присвяченому святу Хелловін, Сіна вбрався як Vanilla Ice, виконуючи реп у стилі фрістайл. Наступного тижня Сіна став репером, і почав зачитувати промо в стилі хіп-хоп і реп. Коли образ репера став популярним, Сіна адаптував логотип WWF 1980-x разом зі слоганом «Word Life».
У першій половині 2003 року Сіна шукав можливості поборотися за чемпіонство в WWE. Виконуючи фрістайл, він викликав на бій тодішнього чемпіона Брока Леснара. Сіна почав ворожнечу з Леснаром, протягом якої він представив свій новий фінішер FU (названий за подобою фінішера Брока Леснара F-5). Сіна виграв турнір за можливість битися з Леснаром на супершоу Backlash, але програв Броку. На супершоу Vengeance Сіна програв поєдинок один на один проти Андертейкера. Наприкінці року Сіна знову став улюбленцем фанатів, коли вступив у команду Курта Енгла на супершоу Survivor Series.

#### Чемпіон США і чемпіон WWE (2004—2005)

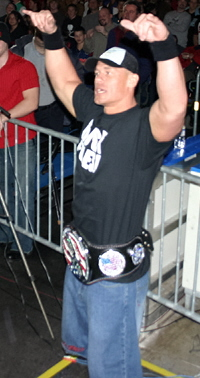
Джон Сіна з титулом Чемпіона США.

На початку 2004 року Сіна узяв участь у королівській битві на супершоу Royal Rumble 2004, де залишився одним із 6 реслерів, які змагались на ринзі, поки Біг Шоу не видалив його з рингу. Той матч виграв Кріс Бенуа. Видалення з королівської битви поклало початок ворожнечі з Біг шоу, яку Сіна виграв, завоювавши пояс чемпіона Сполучених Штатів на супершоу WrestleMania 20. Чемпіонство Сіни закінчилося майже через 4 місяці, коли 8 липня генеральний менеджер арени SmackDown Курт Енгл відібрав у нього пояс чемпіона Сполучених Штатів після того, як Сіна випадково нокаутував Енгла. Джон повернув собі пояс, вигравши у Букера Ті в серії із п'яти боїв (до 3 перемог), яка відбулася на супершоу No Mercy. За тиждень Сіна програв пояс у битві з дебютантом Карліто. Після цього почалася ворожнеча між ними, протягом якої охоронець Карліто Іесус поранив Сіну в область нирки в одному з нічних клубів Бостона. Реальна причина вимушеної відсутності Сіни була в тому, що почалися зйомки фільму Морський піхотинець. Відразу ж після повернення в листопаді Сіна повертає собі титул чемпіона Сполучених Штатів, при цьому було продемонстровано новий стиль поясу для цього титулу.
Сіна узяв участь у королівській битві на супершоу Royal Rumble 2005, у фіналі якого залишилися двоє. Сіна і Батіста перелетіли через канати одночасно, що зупинило матч. Вінс Макмехон з'явився на арені і наказав розпочати поєдинок заново за правилом «миттєвої смерті», в якому переміг Батіста.
Наступного місяця Сіна переміг у битві з Куртом Енглом за можливість потрапити у головну подію супершоу WrestleMania 21, яке проводив бренд SmackDown, почавши ворожнечу з чемпіоном WWE Джоном Бредшоу Лейфілдом (Джей Бі Елом) і його «кабінетом». Далі, протягом ворожнечі, Сіна програє пояс чемпіона Сполучених Штатів одному з членів «кабінету» Орландо Джордану, який розриває з Джей Бі Елом пояс нового дизайну і повертає старий пояс. На супершоу WrestleMania 21 Сіна виграє бій з Джоном Лейфілдом і вперше у своїй кар'єрі стає чемпіоном WWE. Потім Сіна демонструє новий дизайн пояса чемпіона WWE в той час, як оригінальний пояс залишився у Джей Бі Ела. Тому він став стверджувати, що він все ще залишається чемпіоном WWE. На супершоу Judgment Day у бою за правилами «I Quit» Сіна знову переміг Лейфілда і отримав оригінальний пояс чемпіона WWE.
6 червня 2005 року відбувся драфт, у результаті якого Сіна перейшов до бренду RAW. Він став першим реслером обраним генеральним менеджером Еріком Бішоффом. Відразу почалася ворожнеча між Сіною і Бішоффом після того, як Сіна відмовився у «війні» проти ростера ECW на супершоу One Night Stand. Пообіцявши, що дні перебування в RAW будуть складними, Бішофф почав протистояння між Сіною і Джеріко для того, щоб відібрати у Сіни пояс. Протягом цієй ворожнечі Джон зображувався як улюбленець фанатів, а Джеріко навпаки. Проте зал висловлював негативні емоції відносно Сіни протягом їхніх матчів. Наступне протистояння Сіни було з Куртом Енглом, якого Бішофф проголосив претендентом номер № 1, після того, як Джеріко зазнав поразки у матчі «Ти звільнений!» на шоу RAW 22 серпня. Протягом протистояння все більше фанатів WWE висловлювали невдоволення Сіною, і тому коментатори змушені були визнати це, і стали називати Сіну «спірним чемпіоном», стверджуючи, що деякі люди не люблять його за стиль на рингу і його стиль одягу. Незважаючи на все це, Джону вдалося утримати титул протягом ворожнечі з Енглом. Сіна програв йому по дискваліфікації на супершоу Unforgiven 2005 (а за правилами WWE титул не змінює власника при завершенні матчу по дискваліфікації). Пізніше, на супершоу Survivor Series 2005 Сіна відстояв титул, утримавши на лопатках Енгла.

#### Ворожнеча за чемпіонство WWE і травма (2006—2007)

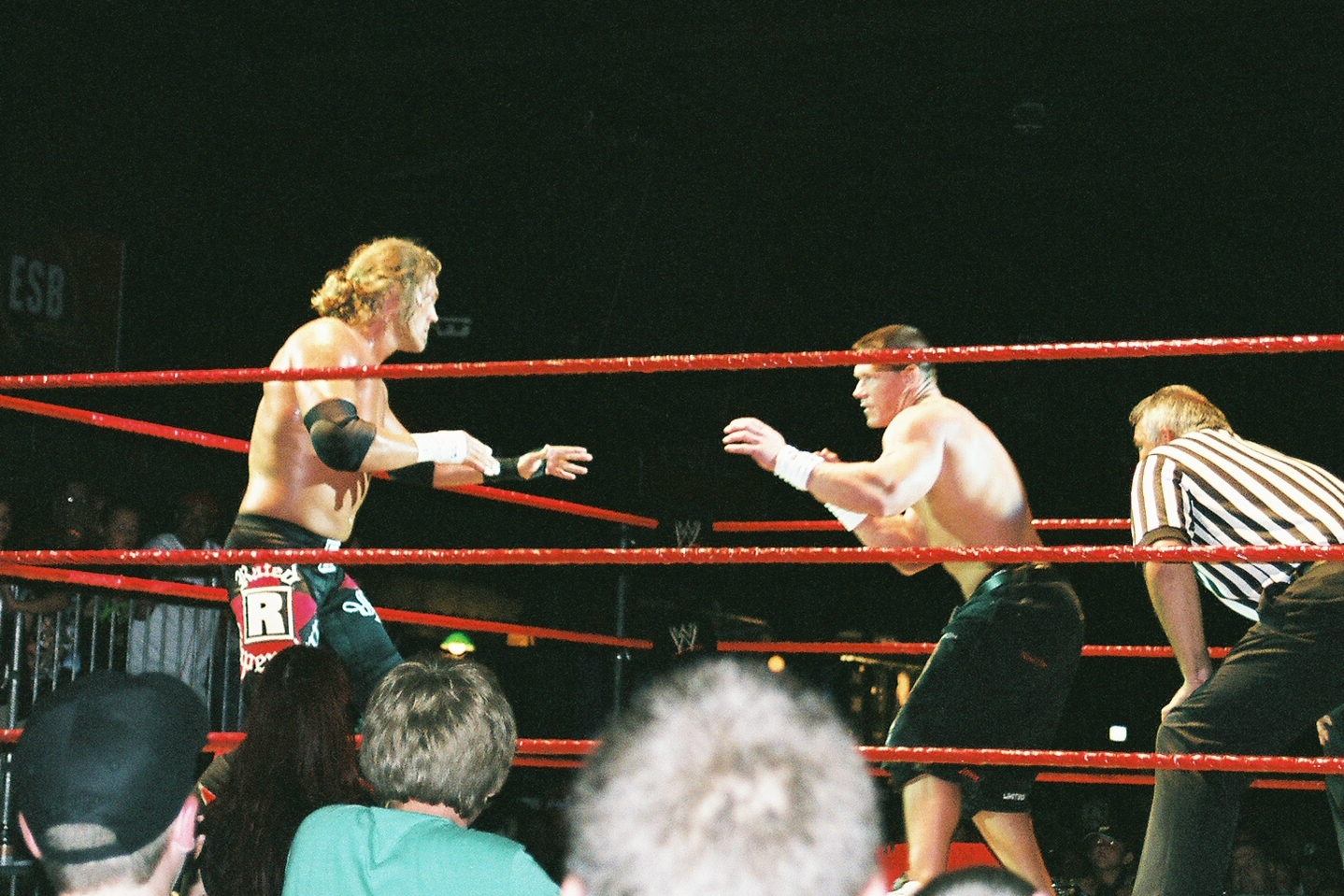
Джон проти Еджа на домашньому шоу.

На супершоу New Year's Revolution, яке пройшло 8 січня 2006 року, Сіна успішно захистив пояс у матчі клітка знищення, але після поєдинку був змушений захищати титул від переможця Money in the Bank — Еджа, який переміг після двох гарпунів і утримання. Однак за 3 тижні на супершоу Royal Rumble Сіна повернув собі титул чемпіона WWE. Після цього почалася ворожнеча з Тріпл Ейчем. Обидва реслера зустрілися один на один на супершоу WrestleMania 22, де перемогу здобув Джон Сіна. Негативна реакція до Сіни з боку фанатів стала зростати перед зустріччю з Робом Ван Дамом на One Night Stand. Вийшовши на арену Hammerstein Ballroom, Сіна зіткнувся з насмішками і вигуками: «Йди до біса, Сіна», «ти не вмієш битися» і «теж саме лайно». Коли він виконував різні рухи на ринзі, фанати скандували «ти все ще відстій». Сіна програв титул чемпіона WWE утриманням з боку Роба Ван Дама після втручання Еджа.
У липні, після того як Едж виграв титул чемпіона WWE у Роба Ван Дама в матчі Triple Threat, в якому також брав участь Сіна, ворожнеча між Сіною і Еджем розгорілася з новою силою. Пізніше Сіна повернув собі пояс у матчі і арені, які вибрав Едж: поєдинок за правилами TLC на супершоу Unforgiven на арені Air Canada Centre (що розташована в місті Торонто, Канада — рідне місто Еджа). Крім титулу на кону стояла участь Сіни у бренді RAW — якщо він програє, то перейде у SmackDown.
На піку ворожнечі з Еджем, Сіна був залучений в історію із з'ясуванням того, хто гідний звання «Чемпіона чемпіонів» (хто є найбільш домінуючим чемпіоном у трьох брендах WWE). Сіна, чемпіон у важкій вазі Король Букер і всесвітній чемпіон ECW Біг Шоу в міні ворожнечі з Тріпл Ейчем у поєдинку на арені Cyber Sunday, на якому глядачі голосуванням обрали, який з чемпіонств буде на кону. У той же час у Сіни була сюжетна лінія з Кевіном Федерлайном, який не є реслером, коли останній почав з'являтися на арені RAW з Джоні Найтро і Меліною. Усе почалося, коли під час матчу на арені Cyber Sunday Федерлайн з'явився і вдарив поясом титулу чемпіона у важкій вазі, щоб допомогти Королю Букеру зберегти свій титул. 2006 рік закінчився початком ворожнечі між Сіною і непереможним Умагою за чемпіонство WWE, а 2007 почався кінцем ворожнечі з Федерлайном. На першому шоу на арені RAW у новому році Федерлайн виграв бій із Сіною утриманням за допомогою Умаги, але це не завадило пізніше Джону провести FU на ньому.

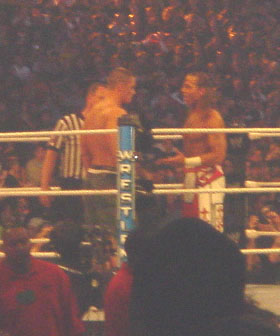
Джон Сіна проти Шона Майклза на Реслманії 23

Наступної ночі після супершоу Royal Rumble, імпровізована команда Сіни і Шона Майклза виграла матч проти команди «Rated-RKO» (Едж і Ренді Ортон) за титул командного чемпіонства світу. Таким чином Сіна став подвійним чемпіоном. 2 квітня на арені RAW, після програшу матчу із Сіною за чемпіонство WWE на супершоу WrestleMania 23, Майклз підставив Сіну, що коштувало їм обом титулів командних чемпіонів у другій із двох 10 командних королівських битв. Він скинув Сіну з рингу, що призвело до вильоту всієї команди. Той бій і титул виграли брати Харді (Метт і Джефф). Увесь місяць, що залишився, Сіна провів у ворожнечі з Шоном Майклзом, Ортоном і Еджем, поки Великий Калі не заявив про свої наміри щодо титулу чемпіона WWE, а пізніше він атакував усіх трьох основних претендентів на титул перед тим, як напасти на Сіну і вкрасти пояс. Наступні два місяці тривала ворожнеча Сіни і Великого Калі за чемпіонство WWE, протягом якого Сіна став першим реслером, який переміг у бою Калі больовим прийомом на супершоу Judgment Day, а потім утриманням на шоу One Night Stand. Влітку Ренді Ортон був названий претендентом № 1 на титул чемпіона WWE, що поклало початок ворожнечі між ним і Джоном. Перед супершоу SummerSlam Ортон провів кілька атак і три рази виконав RKO на Сіні, але на самому матчі за титул Джон відстояв звання чемпіона. Матч-реванш відбувся на супершоу Unforgiven, на якому Ортон виграв по дискваліфікації, коли Сіна продовжив атаку в кутку рингу, проігнорувавши зауваження рефері. Таким чином, титул залишився у Джона.
1 жовтня 2007 року під час матчу проти Містера Кеннеді Джон отримав непередбачену травму великої грудної м'язи, незважаючи на це, він закінчив матч і прийняв на себе заздалегідь сплановану атаку від Ренді Ортона після матчу. Огляд хірургами показав, що велика грудна м'яза Сіни розірвана від самої кістки. Реабілітація займе від семи місяців до одного року. У результаті цього Сіна був позбавлений титулу, про що заявив Вінс Макмехон на подальшому шоу ECW, тим самим закінчивши найдовше за часом чемпіонство за останні 19 років. Операцію Сіні робив хірург Джеймс Ендрюс у госпіталі святого Вінсента, що розташований в Бірмінгемі, штат Алабама. Двома тижнями пізніше у відео-зверненні на офіційному сайті WWE — доктор Ендрюс і тренер Джона Сіни повідомили, що на реабілітацію знадобиться значно менше часу. Незважаючи на свою травму, Сіна взяв участь у щорічній події WWE Tribute to the Troops, яка відбулася в таборі Speicher у Тікріті (Ірак) 7 грудня, показано це шоу було 24 грудня.

#### Повернення і різні чемпіонства (2008—2010)
Сіна зробив непередбачливе повернення у WWE як останній учасник матчу королівська битва у 2008 році, який він виграв, відправивши за межі рингу Тріпл Ейча. Тепер у Сіни з'явилася можливість битися за титул на супершоу WrestleMania. Не чекаючи цього, Джон викликав на поєдинок Ренді Ортона на супершоу No Way Out (2008) за титул чемпіона WWE. Матч відбувся 17 лютого. Титул залишився у Ортона, так як Джон виграв по дискваліфікації. Наступного вечора Джон був доданий у поєдинок потрійна загроза за титул чемпіона WWE на WrestleMania 24, в який крім нього і Ортона був доданий і Тріпл Ейч. 30 березня Ортон зумів зберегти титул, вигравши матч утриманням на Джоні Сіні. На супершоу Backlash відбувся чотирьохсторонній поєдинок за титул чемпіона WWE, в який крім трьох реслерів, які борються на супершоу WrestleMania, був доданий і Джей Бі Ел. Під час матчу Сіна провів больовий захват на Джей Бі Елі і вибив його першим, але відразу ж був знищений Ортоном після прийому Punt Kick. У цьому поєдинку пояс виграв Тріпл Ейч, а Сіна відновив ворожнечу із Джей Бі Елом, відсторонившись від гонитви за титулом. Сіна виграв у Джей Бі Ела на супершоу Judgment Day, а потім і на супершоу One Night Stand у матчі за правилами First Blood. Але у липні Джей Бі Ел взяв реванш у Нью-Йорку на супершоу The Great American Bash у бою Parking Lot Brawl.
На супершоу Backlash у матчі Last Man Standing після втручання Біг Шоу (який провів Chokeslam на Сіні) Сіна програв титул Еджу. Так розпочалася ворожнеча із Біг Шоу. Сіна переміг Біг Шоу двічі поспіль на супершоу Judgment Day і на Extreme Rules у поєдинку на підкорення, провівши больовий прийом STF. У липні на супершоу Night of Champions Сіна взяв участь у бою Triple Threat, у якому також брали участь Тріпл Ейч і чемпіон WWE Ренді Ортон. У цьому матчі Джон Сіна програв. Двома місяцями пізніше Сіна виграв у Ортона титул у поєдинку за правилами «I Quit» на супершоу Breaking Point, але на супершоу Hell in a Cell в однойменному матчі Сіна програв титул Ортону, однак, у 60-хвилинному матчі залізна людина на супершоу Bragging Rights Джон повернув собі титул чемпіона WWE. На супершоу TLC: Tables, Ladders & Chairs у поєдинку зі столами Сіна програв титул Шеймусу.
У лютому 2010 року Джон Сіна повернув собі титул чемпіона WWE на супершоу Elimination Chamber в однойменному бою, але відразу після матчу містер Макмехон заявив, що Сіна повинен негайно захистити свій титул у поєдинку з Батістою. Цей бій Сіна програв і втратив титул чемпіона WWE, і таким чином здійснив один з найкоротших в історії WWE чемпіонств. Наступного вечора Сіна зажадав, щоб був проведений матч-реванш, який у результаті був призначений на супершоу WrestleMania 26, де переміг Джон. Потім Джон здолав Батісту в матчі за правилами до останнього на ногах на наступному супершоу Extreme Rules, а закріпив смугу перемог на супершоу Over the Limit (2010) у поєдинку за правилами «I Quit». У цьому бою Джон скинув Батісту з даху машини вниз, після чого Батіста проломив собою підлогу, а секундою раніше сказав, що здається. Цей бій став останнім у кар'єрі Батісти. Відразу після перемоги Сіну побив Шеймус, заявивши тим самим про свій намір повернути собі пояс.

#### Ворожнеча із командою «Нексус» (2010—2011)

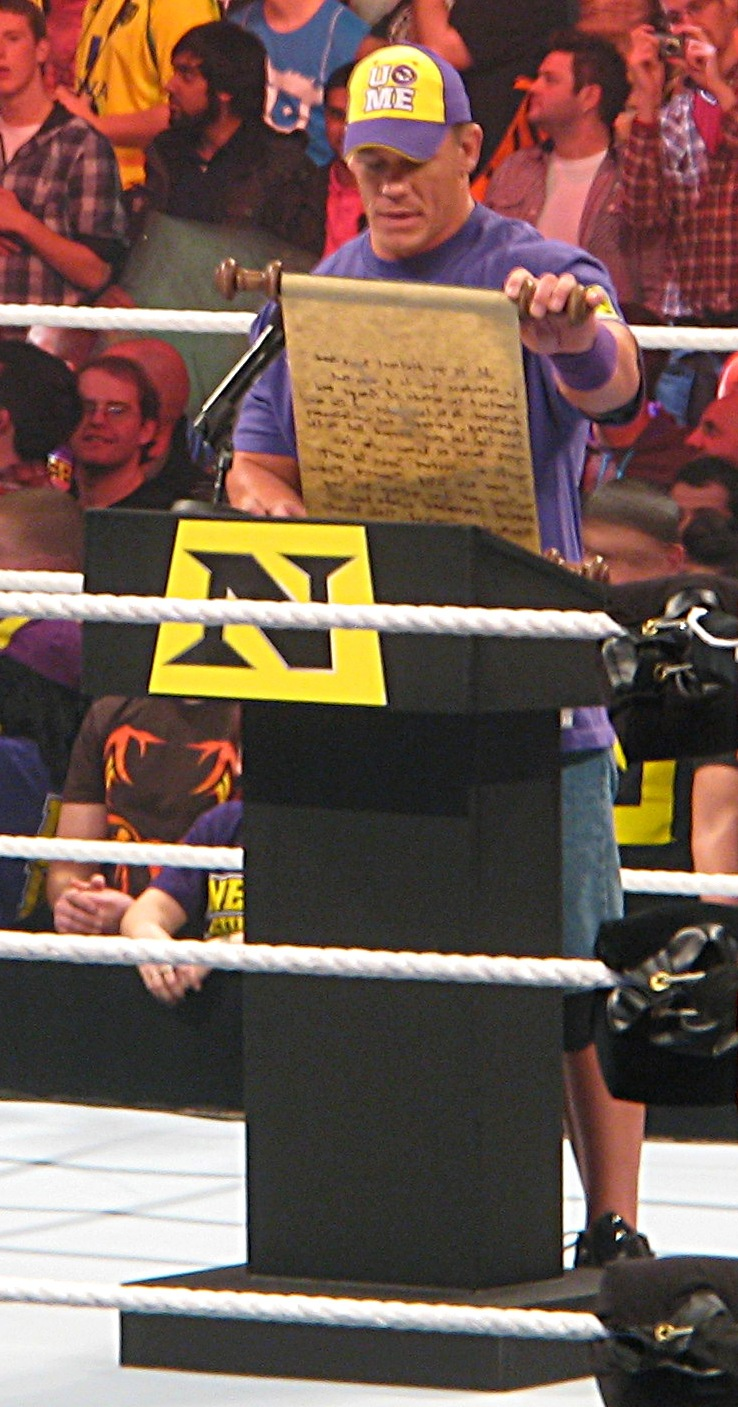
Джон Сіна читає промову для вступу в команду «Нексус».

7 червня 2010 року на шоу на арені RAW відбувся матч Джона Сіни і СМ Панка. Раптово в бій втрутилися усі учасники першого сезону шоу NXT на чолі з переможцем сезону — Уейдом Барреттом. Вони побили обох реслерів, Люка Геллоуса, рефері, ринг анонсера, американських коментаторів і розгромили обладнання, але Сіні дісталося більше за всіх. Після побиття Сіну відвезли до лікарні. Ця група реслерів пізніше назвала себе «Нексус», що в перекладі з англійської означає «зв'язок».
Того ж місяця на супершоу Fatal 4-Way (2010) Сіна програв титул Шеймусу, що також включило у ворожнечу з командою «Нексус» Еджа і Ренді Ортона. У наступному місяці ця група знову втрутилася в бій у сталевій клітці на супершоу Money in the Bank, через що Сіна не зміг повернути собі титул. Пізніше Сіна створив альянс з Еджем, Крісом Джеріко, Джоном Моррісоном, Ар-Трусом, Великим Калі і Бретом Хартом для зустрічі на супершоу SummerSlam), на якому команда Сіни перемогла «Нексус». У команду Сіни увійшов Деніел Брайан, колишній учасник угрупування «Нексус», він замінив Великого Калі через отримане ушкодження.
Однак команда «Нексус» продовжила свою діяльність після матчу на супершоу SummerSlam (2010). У надії розправитися з ворогами Сіна викликав на бій Уейда Барретта на супершоу Hell in a Cell (2010). За умовами поєдинку, якщо виграє Уейд Барретт, то Джон Сіна приєднається до команди ворогів, а якщо виграє Джон Сіна, то «Нексус» розформовуються. Сіна програв матч через втручання двох фанатів (як з'ясувалося пізніше — це були Хаскі Харріс і Майкл Макгіллікатті). Таким чином Джон Сіна змушений був вступити в угрупування «Нексус», у нього були плани знищити його зсередини, але генеральний менеджер арени RAW заявив, що Сіна повинен виконувати накази Барретта або він (Сіна) буде звільнений. На супершоу Bragging Rights Джон і учасник «Нексуса» Девід Отонга виграють бій у Коді Роудса і Дрю Макінтайра і стають командними чемпіонами WWE. Після цього Сіна був змушений допомогти лідеру команди «Нексус» Уейду Барретту виграти його матч за титул чемпіона WWE проти Ренді Ортона, так як умова бою була наступною: якщо Берретт програє, то Сіна буде звільнений. Берретт виграв, але виграв по дискваліфікації, а це означає, що титул залишився у Ортона. Наступного дня Сіна і Отонга програли свої титули командних змагань іншим учасникам угрупування «Нексус» — Хіту Слейтеру і Джастіну Гебріелу через наказ Барретта Отонзі віддати пояси. На супершоу Survivor Series крім титулу чемпіона WWE опинилася на кону кар'єра Джона Сіни — якщо в матчі за титул виграє Ренді Ортон, то Сіна буде звільнений.
Ренді Ортон переміг, і це стало кінцем кар'єри Джона Сіни у WWE. Наступного дня на шоу на арені RAW Джон дав прощальну промову, пізніше цього ж вечора він втрутився у бій між Ортоном і Барреттом за титул чемпіона WWE, через що Берретт програв. За тиждень він повернувся на арену RAW як глядач, але трохи пізніше він атакував учасників угрупування «Нексус», пояснюючи свої дії тим, що він як і раніше буде руйнувати «Нексус», незважаючи на припинення дії контракту з WWE. 13 грудня на шоу на арені RAW Уейд Барретт повернув Сіну, щоб зустрітися з ним у поєдинку зі стільцями на супершоу TLC: Tables, Ladders & Chairs. 19 грудня на цьому супершоу Сіна виграв бій із Барреттом у головній події вечора.
27 грудня на шоу на арені RAW команда «Нексус» (без участі Уейда Барретта) оголосила про те, що у них буде нове керівництво і запропонували Сіні стати їх лідером. Джон відмовився від цієї пропозиції, і команда «Нексус» атакувала Сіну, при цьому нарукавна пов'язка угрупування опинилася на ринзі. Після відступу угрупування СМ Панк, який за тиждень до цієї події атакував Сіну стільцем, вийшов на ринг. Все виглядало так, як ніби він збирається напасти на Джона, але він одягнув лежачу на ринзі пов'язку, що символізувало його вступ до «Нексус». Наступного тижня Уейд Барретт повернувся на арену RAW і зустрівся віч на віч із СМ Панком, щоб розібратися, хто лідер угрупування і хто відповідальний за напади на Джона Сіну тижнем раніше. Для визначення претендента № 1 за титул чемпіона WWE був проведений поєдинок за правилами Triple Threat у сталевій клітці. СМ Панк додав свою умову в матч, сказавши, що якщо Барретт програє, то він повинен піти з угрупування, але якщо він виграє, то залишиться в ній і залишиться її лідером. Опонентами Уейда Барретта були Ренді Ортон і Шеймус. Під кінець поєдинку СМ Панк, здавалося, хотів допомогти Уейду. Панк заліз на клітку і простягнув Барретту руку, щоб той зміг вилізти, але новий лідер угрупування команди «Нексус» СМ Панк зірвав пов'язку команди з руки Уейда, вдарив Барретта ногою по голові, і той впав із самої вершини клітки на ринг.
17 січня на шоу на арені RAW Сіна зустрівся в матчі проти СМ Панка. Під час поєдинку чоловік під ім'ям Мейсон Райан атакував Сіну. На супершоу Royal Rumble (2011) під час самої королівської битви Джон Сіна відправив за межі рингу майже усіх учасників угрупування «Нексус», таким чином завершуючи ворожнечу з ним.

#### Рекордний чемпіон WWE; інші ворожнечі (2011—2013)

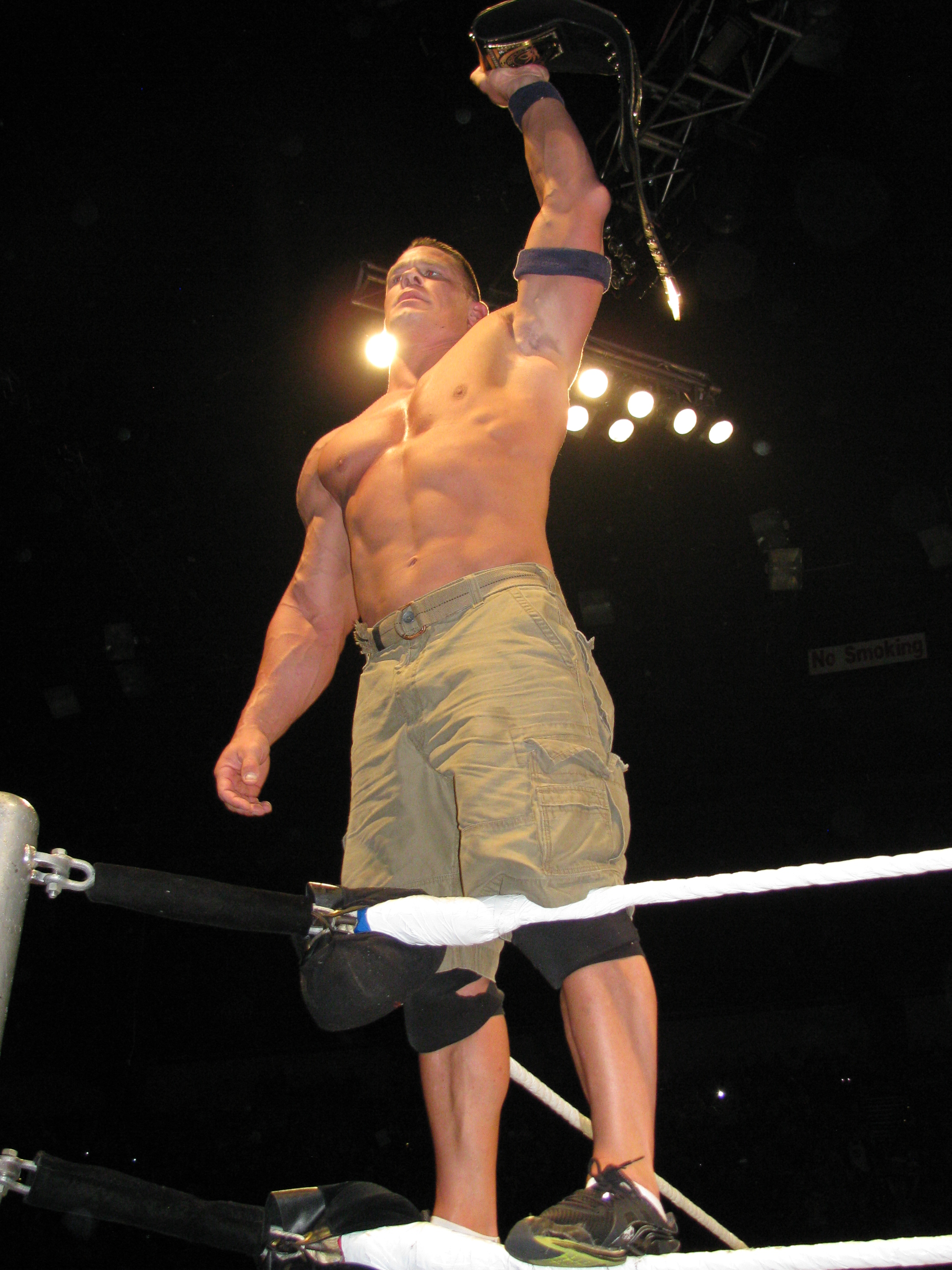
Джон Сіна з титулом Чемпіона WWE.

На супершоу Royal Rumble 2011 року Джон Сіна залишився одним із п'яти учасників поєдинку до того, як Міз видалив його з рингу. На той момент Міз був чемпіоном WWE і не був офіційно заявлений на той матч. На супершоу Elimination Chamber (2011) Сіна виграв однойменний матч і на WrestleMania 27 мав зустрітися з Мізом за титул чемпіона WWE. 21 лютого на шоу на арені RAW Сіна відповів на коментарі Скелі, які той дав про нього тижнем раніше, прочитавши реп. У той же вечір Сіна був поставлений у бій із Мізом за титул командного чемпіонства WWE проти Джастіна Гебріела і Хіта Слейтера. Бій був виграний, однак, після матчу Уейд Берретт заявив, що матч-реванш повинен відбутися негайно. Міз і Сіна програли цей матч після того, як Міз атакував Сіну. За декілька тижнів, 28 березня, Сіна зустрівся віч на віч зі Скелею на шоу RAW, де Сіна провів свій фінішер корекцію поведінки на ньому. На супершоу WrestleMania 27 Джон Сіна і Міз повинні були провести бій, але бій закінчився подвійним відліком. Проте Скелі це не сподобалося і він наказав почати цей бій заново з однією умовою — поєдинок без дискваліфікації. Як тільки бій розпочався, Скеля провів свій фінішер підніжжя скелі на Сіні, що дозволило Мізу утримати свій титул.
Наступного вечора на арені RAW Сіна і Скеля погодилися зустрітися один на один на наступному супершоу «Реслманія 28». На супершоу Extreme Rules (2011) Джон Сіна виграв бій у Міза і Джона Моррісона і став чемпіоном WWE. Сіна успішно захистив титул на наступному супершоу Over the Limit (2011) проти Міза у поєдинку за умовами «я здаюсь». На супершоу Capitol Punishment знову захистив свій титул проти Ар-Труса.

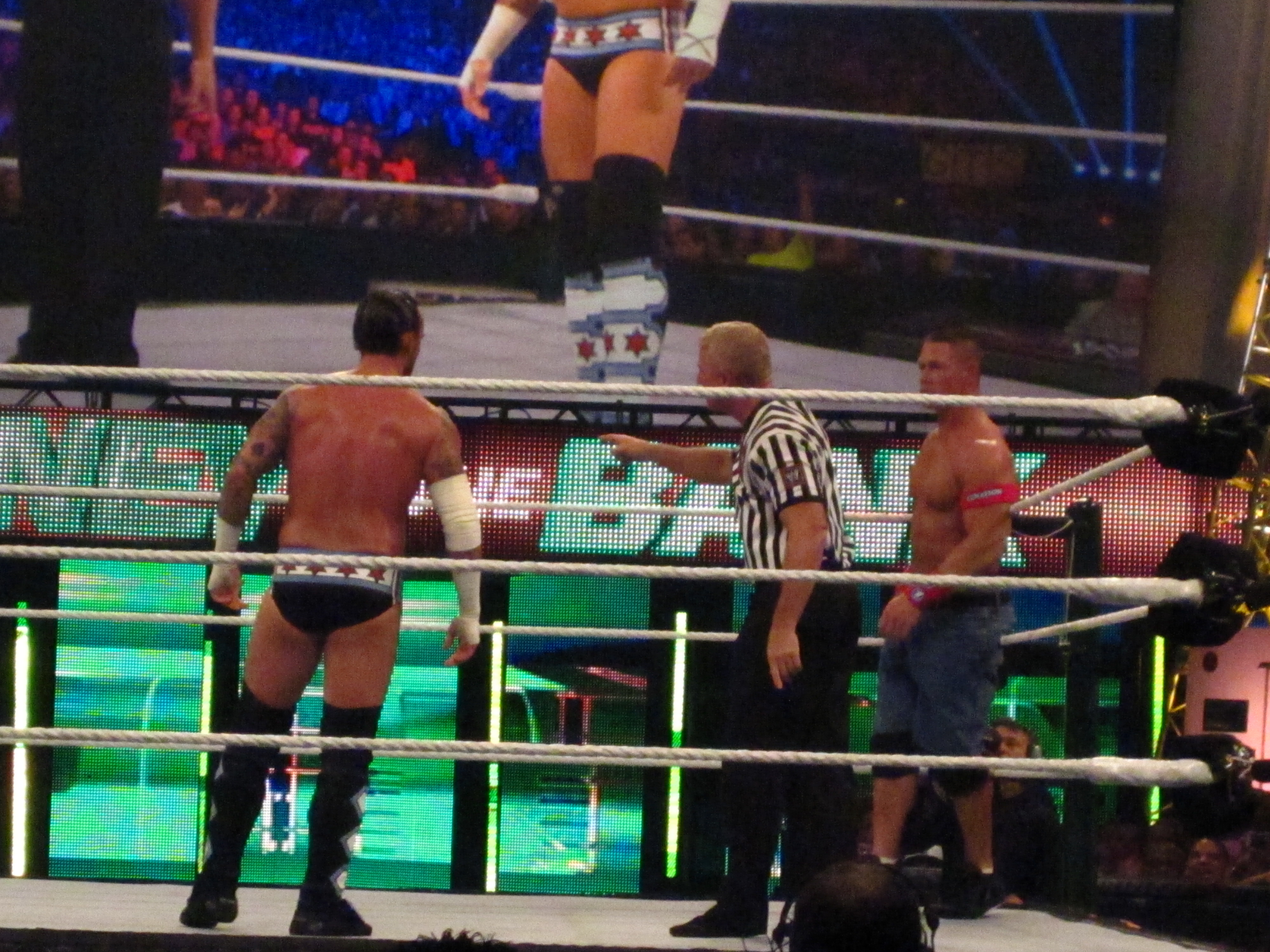
Джон Сіна проти СМ Панка на PPV Money in the Bank (2011).

20 червня СМ Панк переміг у тристоронньому матчі за претендентство на титул чемпіона WWE, після чого повідомив про те, що він покидає компанію після закінчення контракту 17 липня. На супершоу Money in the Bank (2011) СМ Панк виграв титул чемпіона WWE у Сіни і покинув компанію з титулом, але наступного дня на шоу на арені RAW новий генеральний директор компанії Тріпл Ейч повернув Джона Сіну в WWE. Титул чемпіона WWE став вакантним. Розпочався турнір за чемпіонство, який виграв Рей Містеріо на арені RAW 25 липня. Після того, як Рей Містеріо виграв турнір за новий титул WWE, Тріпл Ейч призначив поєдинок між Реєм і Сіною, у результаті чого переміг Джон. Цим Сіна побив рекорд, ставши дев'ятикратним чемпіоном. Відразу після матчу СМ Панк вийшов на ринг із титулом, який виграв на супершоу, і вийшло, що вперше в історії WWE з'явилося два чемпіона WWE. Тріпл Ейч призначив матч за титул беззаперечного чемпіона WWE: СМ Панк проти Джона Сіни, де сам Тріпл Ейч буде рефері. На супершоу SummerSlam (2011) Сіна і СМ Панк зустрілися в матчі за титул, Панк виграв і став беззаперечним чемпіоном WWE.
22 серпня на шоу на арені RAW СМ Панк програв Сіні бій, в якому вирішувалося, хто буде претендентом № 1 на чемпіонство WWE. На супершоу Night of Champions (2011) Сіна переміг у бою з Альберто дель Ріо і став десятикратним чемпіоном WWE. За 2 тижні Джон Сіна програв титул Дель Ріо на супершоу Hell in a Cell (2011) у матчі Triple Threat у пекельній клітці, в якому участь взяв і СМ Панк. Під час цього бою Рікардо Родрігез відкрив клітку, Дель Ріо викинув із неї Сіну, після чого закрився зсередини, добив СМ Панка і повернув собі титул. Після бою Джон заліз на ринг, щоб відплатити Альберто Дель Ріо, але тут же з'явилися Міз і Ар-Трус, звільнені після супершоу Night of Champions (2011). Вони закрили клітку і почали бити учасників бою, рефері і навіть операторів. Після того, як клітку відкрили, поліція заарештувала нападників. 23 жовтня на супершоу Vengeance (2011) у поєдинку за правилами до останнього на ногах Сіна програв матч-реванш через втручання Міза і Ар-Труса. За декілька тижнів після цього супершоу Джону Сіні було дозволено вибрати собі партнера для бою з Мізом і Ар-Трусом на супершоу Survivor Series (2011). Сіна оголосив, що його напарником буде Скеля. На самому супершоу Сіна і Скеля перемогли, після чого Дуейн Джонсон знову провів свій фінішер підніжжя скелі на Джоні.

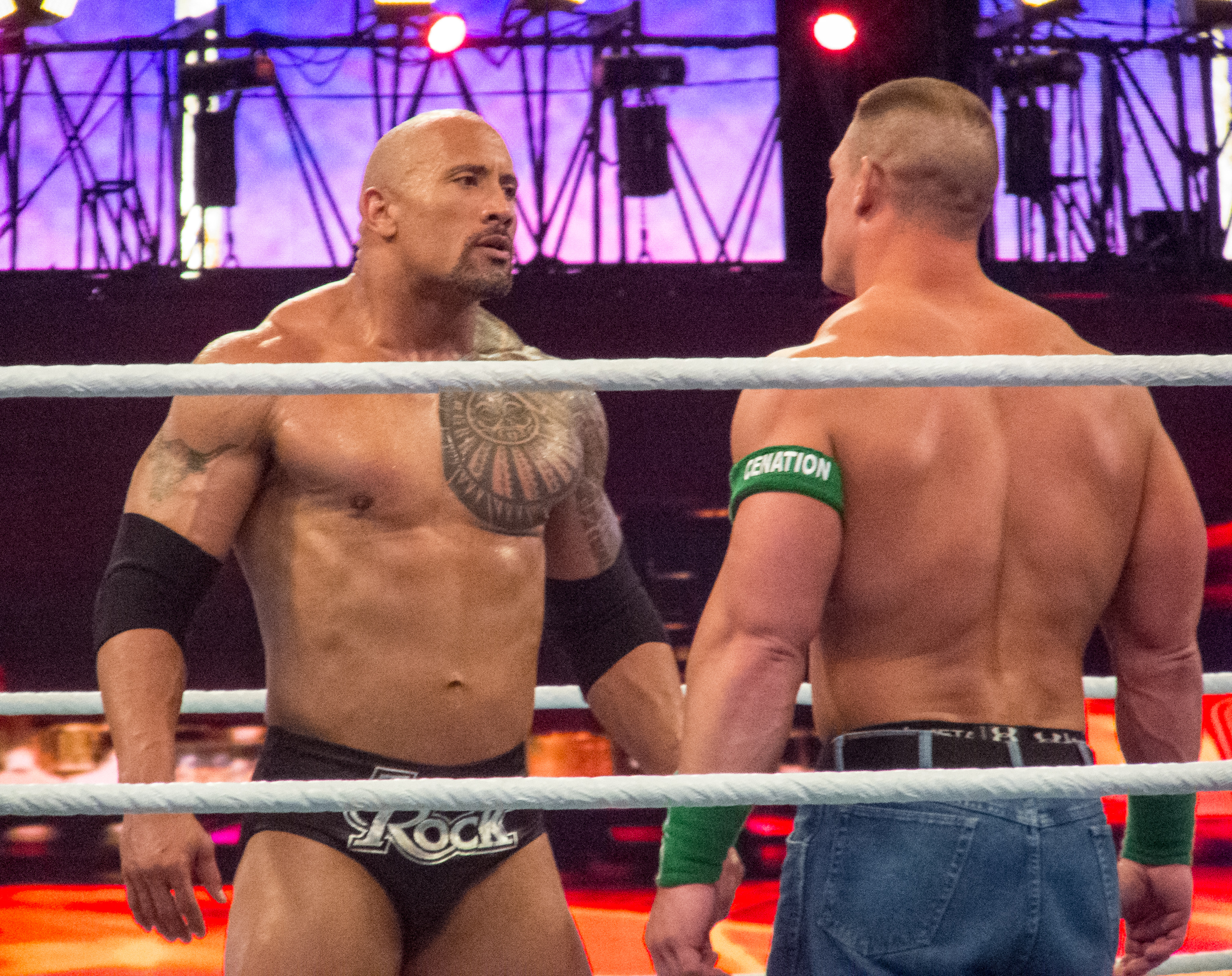
Дуєйн «Скеля» Джонсон проти Джона Сіни на Реслманії 28

На спеціальному випуску шоу на арені RAW Slammy Awards Сіна бився з Марком Генрі. Під час бою вийшов Кейн і провів чокслем Сіні. Після кількох нападів із боку Кейна, Джон викликав Кейна на бій на супершоу Royal Rumble (2012), але їх матч закінчився подвійним відліком. На супершоу Elimination Chamber (2012) Джон знову бився з Кейном у матчі за правилами «засунь противника у швидку». Джон переміг і тим самим виграв ворожнечу. На супершоу WrestleMania 28 у Джона був призначений матч проти Скелі, який був укладений приблизно рік тому. Ближче до WrestleMania обидва найпопулярніших реслера намагалися принизити один одного. Дуейн «Скеля» Джонсон критикував Джона щодо його особливої "розкрученості" в дитячих програмах. У відповідь на це, Джон заявив, що в цьому плані вони особливо не відрізняються, пригадавши фільм «Зубна фея», де Джонсон зіграв головну роль. На одному з шоу Сіна навіть з'явився у своєму старому образі Doctor of Thuganomics і прочитав реп про Дуейна. У відповідь, Дуейн пізніше з'явився з гітарою, загравши пісню, яку він назвав «Сіна відстій». Цей матч став найбільш очікуваним матчем в історії WWE. Джон програв, зробивши помилку: він спробував провести коронний прийом Скелі народний лікоть, але потрапив під підніжжя скелі.
Наступного вечора після WrestleMania 28 на шоу на арені RAW Сіна визнав свою поразку. Після чого він назвав Скелю найвеличнішим реслером WWE за увесь час і запросив того на ринг, щоб привітати. Однак замість Скелі на ринг вийшов Брок Леснар, який атакував Сіну, провівши на ньому F-5. Те, що відбулося, було результатом ворожнечи Сіни з генеральним менеджером RAW Джоном Лоринайтісом, який уклав контракт із Леснаром для встановлення «легітимності» і таким чином Леснар стає новим обличчям WWE. 9 квітня на шоу RAW між Сіною і Леснаром сталася бійка, в якій останній розбив Сіні губу. 29 квітня на супершоу Extreme Rules (2012) Сіна виграв матч проти Леснара, який проводився за екстремальними правилами. Наступного вечора на арені RAW Сіна був атакований Лоринайтісом до того як він назвав себе опонентом Сіни на супершоу Over the Limit (2012). Той бій Сіна програв через втручання Біг Шоу. Після цього Лоринайтіс оголосив, що Сіна зустрінеться у бою з Біг Шоу на супершоу No Way Out (2012) з тією умовою, що залежно від того, хто виграє матч, буде звільнений або Сіна, або Лоринайтіс. Сіна виграв матч проти Біг Шоу в сталевій клітці і провів свій прийом Attitude Adjustment на Лоринайтісі, кинувши того на стіл коментаторів. Після події Вінс Макмехон виголосив свою коронну фразу Лоринайтісу «Тебе звільнено!».
Наступного вечора Джон заявив, що буде битися в поєдинку на Money in the Bank (2012), за кейс, який дає право змагатися за титул чемпіона WWE. Сіна виграв цей кейс і наступного вечора Джон викликав СМ Панка на поєдинок на 1000 випуску RAW. У цьому поєдинку Джон переміг по дискваліфікації, так як його атакував Біг Шоу. Після чого Ей Джей назначає трьохсторонній поєдинок на SummerSlam, в якому СМ Панк битиметься проти Сіни і проти Біг Шоу, і цей поєдинок виграв СМ Панк. На Night of Champions (2012) Сіна переміг СМ Панка, але потім рефері віддав перемогу Панку, так як було подвійне утримання. Після чого Джон отримав травму ліктя і був звільнений на 6-8 тижнів. На супершоу Survivor Series (2012) СМ Панк знову відстояв титул від Сіни та Райбека. Після чого Джон розпочав ворожнечу з Дольфом Зігглером. На наступному супершоу TLC: Tables, Ladders and Chairs (2012) Дольф переміг Джона в поєдинку із драбинами за кейс Money in the Bank, після того, як Ей Джей зіштовхнула Сіну з драбини.
На супершоу Royal Rumble (2013) в однойменному матчі Джон Сіна вийшов на ринг під номером 19. Останнім Сіна перекинув через верхній канат Райбека і таким чином здобув перемогу, що гарантувало йому бій за чемпіонство WWE або за чемпіонство світу у важкій вазі. Джон Сіна вибрав змагатися з чемпіоном WWE Дуейном «Скелею» Джонсоном. На Реслманії 29 Джон Сіна переміг Скелю та став новим Чемпіоном WWE. На арені RAW після супершоу WrestleMania 29 Джон Сіна змагався з Марком Генрі. Джон переміг Генрі шляхом відліку. Після матчу Марк повернувся на ринг і зробив Джону свій прийом — найсильніший у світі слем. Раптом на арені з'явився Райбек і атакував Марка Генрі, а потім і Джона Сіну. Спочатку він завдав чемпіону удару «гак м'ясника», а потім виконав свій фінішер під назвою Shell Shocked. Пізніше Теодор Лонг на арені SmackDown оголосив бій на супершоу Extreme Rules (2013) між Сіною і Райбеком за правилами до останнього на ногах за титул чемпіона WWE. Цей бій закінчився внічию після того, як Райбек проломив Сіною декорації сцени, вони впали на залізний каркас і обидва не змогли піднятися, що й було зараховано суддею як нічия. На наступному випуску шоу на арені RAW Райбек в'їхав на арену на машині швидкої допомоги і оголосив, що він буде битися із Сіною на супершоу Payback за те ж чемпіонство WWE у матчі зі швидкою допомогою. Джон Сіна погодився, але додав свої умови. Він сказав, що це буде поєдинок за правилами три кола пекла: перше коло це поєдинок з лісорубами, друге коло — поєдинок зі столами і якщо знадобиться, то буде третє коло — поєдинок зі швидкою. Перше коло виграв Райбек, останні ж два — Джон Сіна. На супершоу Money in the Bank (2013) Джон Сіна захистив свій титул від Марка Генрі. На наступному шоу RAW новий генеральний менеджер Бред Меддокс дав Джону Сіні шанс викликати будь-якого супротивника на супершоу SummerSlam (2013), і Джон обрав Деніела Брайана. Після чого Вінс Макмехон розпочав ворожнечу з Брайаном. На арені RAW 12 серпня Вінс назначив запрошеного рефері у цей матч — Бреда Меддокса, але вийшов Тріпл Ейч і назначив себе спеціальним рефері. На самому SummerSlam Брайан переміг Сіну, але потім втратив титул, так як на ринг вийшов Ортон і скористався своїм контрактом за чемпіонство WWE, після того, як Тріпл Ейч виконав прийом Pedigree на Брайані. Наступного вечора Джон заявив, що він залишає на деякий час компанію через травму ліктя. Він сказав, що його не буде від 4 до 6 місяців.

#### Чемпіон у важкій вазі WWE (2013—2015)
7 жовтня на арені RAW генеральний менеджер SmackDown Віккі Герреро заявила, що на Hell in a Cell (2013) Альберто Дель Ріо буде захищати титул чемпіона світу у важкій вазі проти Джона Сіни. 28 жовтня 2013 року Сіна став новим чемпіоном світу у важкій вазі на PPV Hell in a Cell (2013). Наступного шоу на арені RAW Джон Сіна захистив титул чемпіона світу у поєдинку з Деміеном Сендоу, який скористався своїм кейсом Money in the Bank. На PPV Survivor Series (2013) Джон відстояв титул чемпіона світу у важкій вазі від Алберто Дель Ріо. Після чого Джон на наступному RAW запропонував чемпіону WWE Ренді Ортону об'єднати титули, і Тріпл Ейч та Стефані МакМен на це згодилися. На PPV TLC: Tables, Ladders & Chairs (2013) у поединку із столами, драбинами та стільцями Ренді Ортон переміг Сіну та став Абстолютним чемпіоном WWE. На RAW від 30 грудня Стефані МакМен заявила, що матч-реванш між Сіною та Ортоном пройде на Royal Rumble (2014). На Royal Rumble (2014) Ренді Ортон переміг Джона Сіну після втручання Родини Уайаттів. На наступному RAW було назначено поєдинок три на три: Сіна, Шеймус та Брайан против групи «Щит», і переможець цього поєдинку буде битись в Elimination Chamber (2014) за титул WWE Чемпіона світу у тяжкій вазі. Сіна, Шеймус та Брайан перемогли по дискваліфікації, після втручання Родини Уайаттів. На PPV Elimination Chamber (2014) Джон був знищений завдяки втручанню Родини Уайаттів.

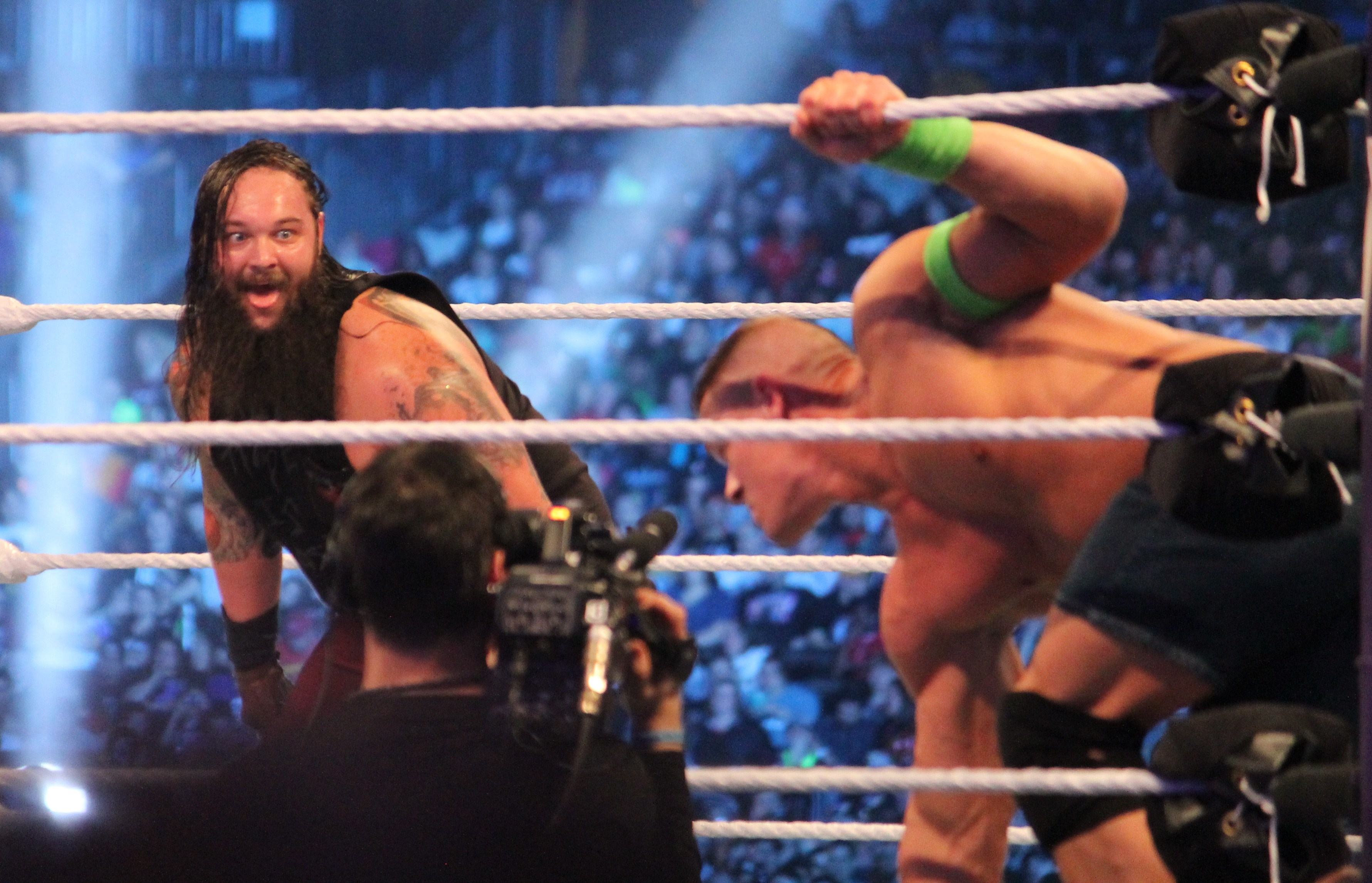
Джон Сіна проти Брея Уайатта на Реслманії ХХХ

На RAW 24 лютого Сім'я Уайатта в третій раз атакувала Джона, завдавши травму коліна. На арені RAW 10 березня був офіційно призначений матч на супершоу «РеслМанія XXX»: Брей Уайатт проти Джона Сіни. На РеслМанії XXX Сіна переміг Брея Уайатта після АА. На RAW 14 квітня був офіційно призначений матч-реванш на супершоу Extreme Rules: Сіна проти Брея у матчі в сталевій клітці. На RAW 21 квітня за результатами глядацького голосування Сіна зустрівся в гандикап-матчі з усією Сім'єю, в якому виграв по дискваліфікації після нападу Люка Харпера і Еріка Роуена під час утримання Сіною Брея після фінішеру АА. Після матчу Сімейка побила Сіну, і Брей провів йому свій фінішер Сестру Ебігейл. На супершоу Extreme Rules Уайатт переміг Джона Сіну після того, як поблизу рингу з'явився хлопчик, який співав улюблену пісню Брея. На RAW 12 травня Уайатт зачитав промо про Джона Сіну. На арені SmackDown 16 травня був призначений матч за правилами «До останнього на ногах» між Бреєм Уайаттом і Джоном Сіною на супершоу Payback. На Payback (2014) Джон Сіна переміг Брея Уайатта, на цьому їх протистояння завершилось.
На супершоу Money in the Bank (2014) Джон Сіна переміг Ренді Ортона, Романа Рейнса, Кейна, Сезаро, Альберто Дель Ріо, Брея Уайатта та Шеймуса і виграв вакантний титул чемпіона WWE у важкій вазі. На cegthije Battleground (2014) Сіна успішно зберіг свій титул від Ортона, Кейна і Рейнса. На RAW 21 липня Пол Хейман оголосив усім про якийсь план «С», який і виявився поверненням в компанію Брока Леснара. Також Хейман запропонував, щоб на супершоу SummerSlam (2014) саме Брок Леснар бився з Джоном Сіною за титул Чемпіона WWE у важкій вазі, на що головний операційний директор Triple H дав свою згоду. На PPV SummerSlam (2014) Брок Леснар переміг Джона Сіну і став новим Чемпіоном WWE у важкій вазі. На Main Event від 19 серпня головний операційний директор Triple H оголосив, що Леснар буде захищати свій титул проти Сіни на PPV Night of Champions. На PPV Night of Champions (2014) Джон Сіна переміг Брока Леснера за дискваліфікацією, після втручання Сета Роллінса. На PPV Hell in a Cell (2014) Джон Сіна переміг Ренді Ортона у матчі за перше претенденство на титул Чемпіона WWE у важкій вазі. На наступному RAW Triple H оголосив, що на Survivor Series (2014) буде матч команди Керівництва проти команди Сіни. На Survivor Series команда Сіни перемогла команду Керівництва, тим самим зберігши свою роботу і усунувши від влади Стефані МакМен і Тріпл Ейча. На PPV TLC: Tables, Ladders & Chairs (2014) Джон Сіна переміг Сета Роллінса в одиночному матчі зі столами і зберіг за собою статус претендента № 1. На RAW був призначений матч на Royal Rumble (2015) між Броком Леснаром і Джоном Сіною, але Керівництво вирішило додати ще й Сета Роллінса через те, що він повернув Гравця і Стефані МакМен до влади. На Royal Rumble (2015) Брок Леснар виграв цей матч.

#### Чемпіон Сполучених Штатів (2015—2016)

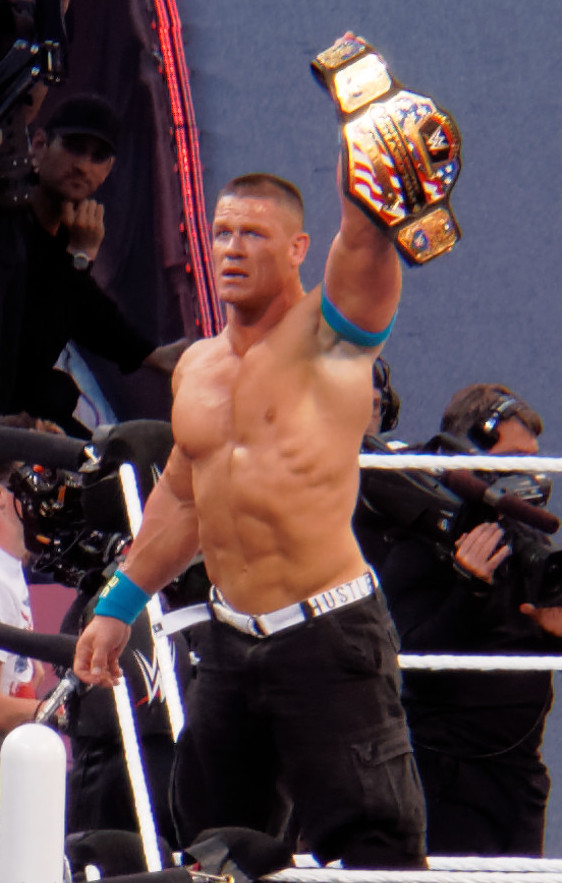
Джон Сіна після перемоги на Реслманії 31

На Raw 25 січня, після Королівської битви, Русев перервав інтерв'ю Джона Сіни. В результаті цього між реслерами зав'язалася невелика бійка. На Fastlane Русев переміг Джона Сіну після того, як той знепритомнів у больовому захваті «Accolade». Протягом наступних кількох тижнів Сіна кидав виклив Русеву на матч-реванш, але той відмовлявся. Стефані Макмен заявила, що Сіна не отримає матч на Реслманії 31, поки Русев не погодиться на нього. На Raw 9 березня, Сіна напав на Русева і замкнув його у больовому захваті «STF», що змусило Лану дати згоду на матч-реванш за титул. На Реслманії Джон Сіна переміг Русева і вчетверте став чемпіоном Сполучених Штатів. На наступному Raw Джон Сіна оголосив, що прийматиме відкритий виклик від будь-кого на матч за титул щотижня на Raw — успішно захистив титул від Діна Емброуса, Стардаста, Бед Ньюс Барретта, Кейна, Семі Зейна, Невілла, Зака Райдера і Сезаро. Сіна захистив титул на Extreme Rules від Русева у матчі з ремнем і на Payback у матчі «Я здаюсь». На наступному Raw чемпіон NXT Кевін Оуенс атакував Джона Сіну, що призвело до матчу «чемпіон проти чемпіона» на Elimination Chamber, в якому Оуенс переміг Сіну. На Money in the Bank Сіна переміг Оуенса у матчі-реванші. На Battleground Сіна знову переміг Оуенса і захистив титул чемпіона Сполучених Штатів, закінчивши їхнє протистояння. Згодом Сіна відновив протистояння з чемпіоном WWE Сетом Ролінсом, але останній не погодився на матчу за його титул. На Raw 27 липня, «Керівництво» змусило Сіну захищати титул чемпіона Сполучених Штатів проти Ролінса. Сіна переміг, незважаючи на перелом носа під час матчу. На SummerSlam Сіна зустрівся з Ролінсом у матчі «Переможець отримує все» за титули чемпіона WWE і Сполучених Штатів. Джон Сіна програв через втручання запрошеного гостя шоу Джона Стюарта, який атакував його стільцем. Чемпіонство Сіни тривало 147 днів.
Сіна переміг Ролінса на Night of Champions і вп'яте став чемпіоном Сполучених Штатів, що є рекордом в WWE. Сіна захистив титул від Сета Ролінса на наступному Raw і на шоу WWE Live from Madison Square Garden у матчі в сталевій клітці. На Hell in a Cell Сіна програв титул Альберто дель Ріо, в рамках відкритого виклику. Після перерви, Джон повернувся на Raw 28 грудня і переміг дель Ріо через дискваліфікацію в матчі-реванші за титул. На SmackDown 31 грудня, домоміг Калісто перемогти дель Ріо, відволікши його. Сіна переніс операцію через травму плеча, припинивши виступи на невизначений термін.

### Музика
Крім кар'єри в реслінгу, Сіна займається написанням і виконанням пісень у стилі реп і хіп-хоп. Виходить на ринг під трек власного виконання «Мій Час прийшов», який також вийшов на WWE Оригінали. Насамперед він відомий своєю піснею, «Недоторканні», що увійшла в WWE ThemeAddict: Музика, Vol. 6. Також він виконував H-U-S-T-L-E remix спільно з MURS, E-40, і Chingo Bling. Дебютний альбом «Ти не можеш Мене Бачити» був записаний з кузеном Tha Trademarc. Цей альбом також містить композицію, яка звучить при виході Джона Сіни на ринг — «The Time Is Now».

## Фільмографія

### Фільми
| Рік  |    | Українська назва                                   | Оригінальна назва                           | Роль               |
| ---- | -- | -------------------------------------------------- | ------------------------------------------- | ------------------ |
| 2000 | ф  | До бою готові                                      | Ready to Rumble                             | Джим Патрон        |
| 2006 | ф  | Морський піхотинець                                | The Marine                                  | Джон Трайтон       |
| 2009 | ф  | 12 раундів                                         | 12 Rounds                                   | Денні Фішер        |
| 2010 | ф  | Легендарний                                        | Legendary                                   | Майк Четлі         |
| 2011 | ф  | Братство по крові                                  | The Reunion                                 | Сем Клері          |
| 2014 | мф | Скубі-Ду! Мистецтво боротьби                       | Scooby-Doo! WrestleMania Mystery            | Джон Сіна          |
| 2015 | мф | Флінстоуни: Борці кам'яного віку                   | The Flintstones & WWE: Stone Age SmackDown! | Джон Сінастоун     |
| 2015 | ф  | Дівчина без комплексів                             | Trainwreck                                  | Стівен             |
| 2015 | ф  | Сестри                                             | Sisters                                     | Пазузу             |
| 2015 | ф  | Хто в домі тато                                    | Daddy's Home                                | Роджер             |
| 2016 | мф | Лови хвилю 2                                       | Surf's Up 2: WaveMania                      | J.C.               |
| 2017 | ф  | Стіна                                              | The Wall                                    | Шейн Метьюс        |
| 2017 | ф  | Хто в домі тато 2                                  | Daddy's Home 2                              | Роджер             |
| 2017 | мф | Фердинанд                                          | Ferdinand                                   | Фердинанд          |
| 2018 | ф  | Секс-контроль                                      | Blockers                                    | Мітчелл            |
| 2018 | ф  | Бамблбі                                            | Bumblebee                                   | агент Бернс        |
| 2019 | ф  | Ігри з вогнем                                      | Playing with Fire                           | Джейк Карсон       |
| 2020 | ф  | Дулітл                                             | Dolittle                                    | білий ведмідь Йоші |
| 2021 | ф  | Форсаж 9                                           | Fast & Furious 9                            | Джейкоб Торетто    |
| 2021 | ф  | Загін самогубців: Місія навиліт                    | The Suicide Squad                           | Миротворець        |
| 2021 | ф  | Друзі по відпустці                                 | Vacation Friends                            | Рон                |
| 2022 | ф  | У бульбашці                                        | The Bubble                                  | Стів               |
| 2022 | ф  | Незалежний                                         | The Independent                             | Нейт Стерлінг      |
| 2023 | ф  | Форсаж 10                                          | Fast X                                      | Джейкоб Торетто    |
| 2023 | ф  | Барбі                                              | Barbie                                      | морський Кен       |
| 2023 | ф  | Місія на двох                                      | Hidden Strike                               | Кріс Ван Горн      |
| 2023 | мф | Підлітки-мутанти Черепашки-ніндзя: Погром мутантів | TMNT: Mutant Mayhem                         | Рокстеді           |
| 2023 | ф  | Друзі по відпустці 2                               | Vacation Friends 2                          | Рон                |
| 2023 | ф  | Фрілансер                                          | Freelance                                   | Мейсон Петітс      |
| 2024 | ф  | Арґайл                                             | Argylle                                     | Ваятт              |
| 2024 | ф  | Рікі Стенікі                                       | Ricky Stanicky                              | Рікі Стенікі / Род |
| 2024 | ф  | Джекпот!                                           | Jackpot!                                    | Ноель              |
| 2025 | ф  | Глави держав                                       | Heads of State                              | Вілл Деррінджер    |
| 2025 | ф  | Супермен                                           | Superman                                    | Миротворець        |
| 2026 | ф  | Койот проти Acme                                   | Coyote vs. Acme                             | Бадді Крейн        |

### Телебачення
| Рік       |    | Українська назва           | Оригінальна назва                        | Роль                       |
| --------- | -- | -------------------------- | ---------------------------------------- | -------------------------- |
| 2001      | с  |                            | Manhunt                                  | Великий Тім                |
| 2010      | с  | Ясновидець                 | Psych                                    | Еван О'Хара (S4-E10)       |
| 2010      | с  | Ханна Монтана              | Hannah Montana                           | камео (S4-E7)              |
| 2010      | тф | Фред                       | Fred: The Movie                          | містер Фіглгорн            |
| 2010      | с  | Тру Джексон                | True Jackson, VP                         | камео (S2-E11)             |
| 2010      | мс | Генератор Рекс             | Generator Rex                            | Хантер Кейн (S1-E13)       |
| 2011      | тф | Фред 2: Ніч живих з Фредом | Fred 2: Night of the Living Fred         | містер Фіглгорн            |
| 2012      | тф | Фред 3                     | Fred 3: Camp Fred                        | містер Фіглгорн            |
| 2015      | с  | Парки та зони відпочинку   | Parks and Recreation                     | камео (S7-E10)             |
| 2017      | тф | На колесах                 | Tour de Pharmacy                         | Густав Діттерс             |
| 2017      | тф | Ясновидець: Фільм          | Psych: The Movie                         | Еван О'Хара                |
| 2018—2019 | мс | Еволюція Черепашок-ніндзя  | Rise of the Teenage Mutant Ninja Turtles | Барон Драксум (8 епізодів) |
| 2022—2025 | с  | Миротворець                | Peacemaker                               | Миротворець (2 сезони)     |
| 2023      | с  | Міцний Гарт                | Die Hart                                 | Mr. 206 (3 епізоди)        |
| 2024      | с  | Ведмідь                    | The Bear                                 | Семмі Фак (S3-E5)          |
| 2024      | мс | Сімпсони                   | The Simpsons                             | Джон Сіна (S36-E1)         |

### Телешоу
Сіна брав участь у численних телешоу: «Saturday Night Live», «Jimmy Kimmel Live!», «Last Week Tonight with John Oliver», «The Eric Andre Show», «Total Divas», «Total Bellas», «Fast Cars and Superstars», «Fuse's Daily Download», «Best Damn Show Sports Period», «American Grit» а також «G4's Training Camp» разом з Шелтоном Бенджаміном. Ще Сіна був запрошеним суддею на «Nashville Star». Також Джон неодноразово з'являвся на молодіжному телеканалі «Nickelodeon», зокрема на заході Kids Choice Awards.

## Номінації та нагороди
| Рік  | Нагорода                          | Категорія                 | Робота                                    | Результат | Примітки                               |
| ---- | --------------------------------- | ------------------------- | ----------------------------------------- | --------- | -------------------------------------- |
| 2020 | Daytime Emmy                      | Outstanding Game Show     | Are You Smarter Than a 5th Grader? (2019) | Номінація | разом з іншими авторами та продюсерами |
| 2020 | Blimp Award (Kids' Choice Awards) | Favorite TV Host          | Are You Smarter Than a 5th Grader? (2019) | Номінація |                                        |
| 2019 | Teen Choice Award                 | Choice Action Movie Actor | Bumblebee (2018)                          | Номінація |                                        |
| 2018 | People's Choice Award             | Favorite Comedy Star      | Blockers (2018)                           | Номінація |                                        |
| 2017 | CinemaCon Award                   | Action Star of the Year   |                                           | Перемога  |                                        |
| 2017 | Teen Choice Award                 | Choice Athlete: Male      |                                           | Номінація |                                        |

## Особисте життя
Сіна є шульгою. Він фанат аніме і згадує фільм «Fist of the North Star» як свій улюблений. Також Сіна стверджує, що його улюбленою серією ігор є «Command & Conquer». Сіна фанат наступних спортивних команд «Бостон Ред Сокс», «Тампа Бей Рейс», «Нью-Інгленд Петріотс», «Бостон Селтікс» і клубу англійської прем'єр-ліги «Тоттенхем Хотспур». Є колекціонером спортивних автомобілів. На даний час має в колекції 20 машин, при чому деякі існують тільки в одному примірнику.
Під час промоції свого фільму «12 раундів» (2009) Сіна оголосив про заручини зі своєю подругою Елізабет Хобердо. Одруження відбулося 11 липня 2009 року. 1 травня 2012 Сіна подав на розлучення, яке відбулося 18 липня.
У листопаді 2012 року сайт TMZ повідомив, що Сіна зустрічається з Нікі Белла.

## Джон Сіна і Оскар
На церемонії Оскар 2024 вийшов голим, а інтимне місце прикрив написом "Найкращий Дизайн Костюмів". У такому вигляді оголосив переможця в номінації за кращий дизайн костюмів. Це не перший випадок, коли на Оскар приходили оголеними: 50 років тому на церемонії повністю без одягу з'явився активіст руху ЛГБТ Роберт Опель. Пізніше стало відомо, що на акторі була білизна тілесного кольору. Коли Сіна відкрив конверт, його одягли у костюм давньогрецького бога.

## Благодійність
Після початку повномасштабного вторгнення Росії в Україну зустрівся у Нідерландах з своїм 19-річним фаном із синдромом Дауна, біженцем з Маріуполя Михайлом Рогожиним. Він здійснив мрію Михайлика та подарував йому пояс WWE. Сам актор каже, що це була особлива зустріч.

## У реслінгу
- Прізвища
  - «The Cenation Leader»
  - «The Champ»
  - «The Face of the WWE»

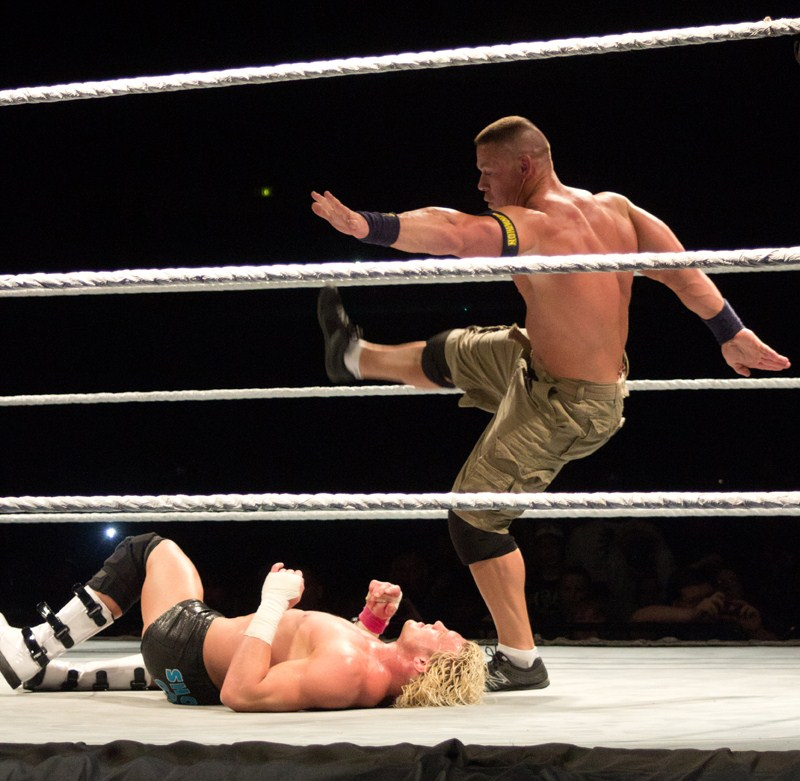
Джон Сіна виконує прийом Five Knuckle Shuffle на Дольфі

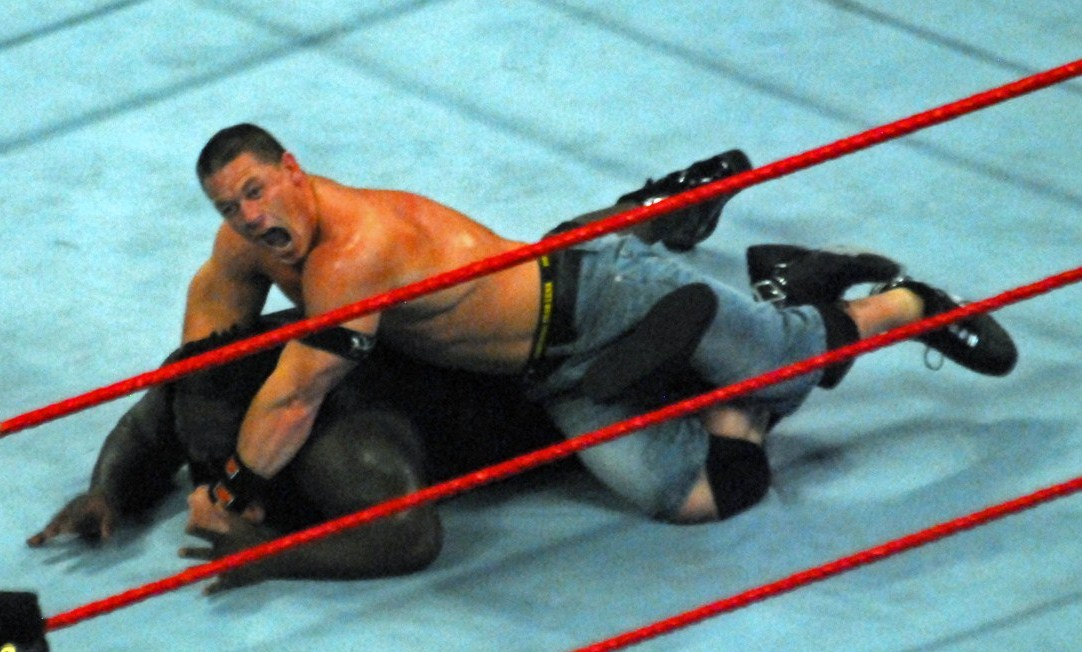
Сіна проводить STF на Марку Генрі

Сіна проводить Attitude Adjustment на Кейні.

  - «Mr. The Hustle Loyalty & Respect»
  - «The Chain Gang Soldier»
  - «The Doctor of Thuganomics»
  - «Mr. Money in the Bank»
- Музичні теми
  - «Slam Smack»
  - «Insert Bass Here»
  - «Basic Thuganomics»
  - «We Are One» (як член команди «Нексус»)
  - «My Time is Now»
- Фінішери
  - Attitude Adjustment (укр. корекція поведінки)
  - STF (больовий захват)
- Інші прийоми
  - Five Knuckle Shuffle
  - Sidewalk Slam (Side Slam)
  - Flying Shoulder Attack
  - Fisherman
  - Arm Drag 
  - Dropkick

## Титули і нагороди
- Ohio Valley Wrestling

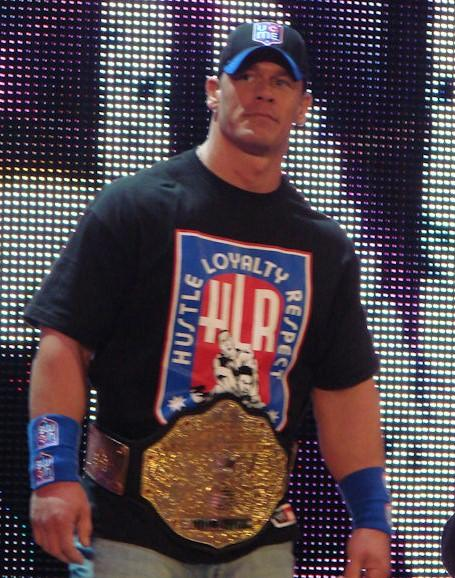
Сіна з титулом чемпіона світу у важкій вазі

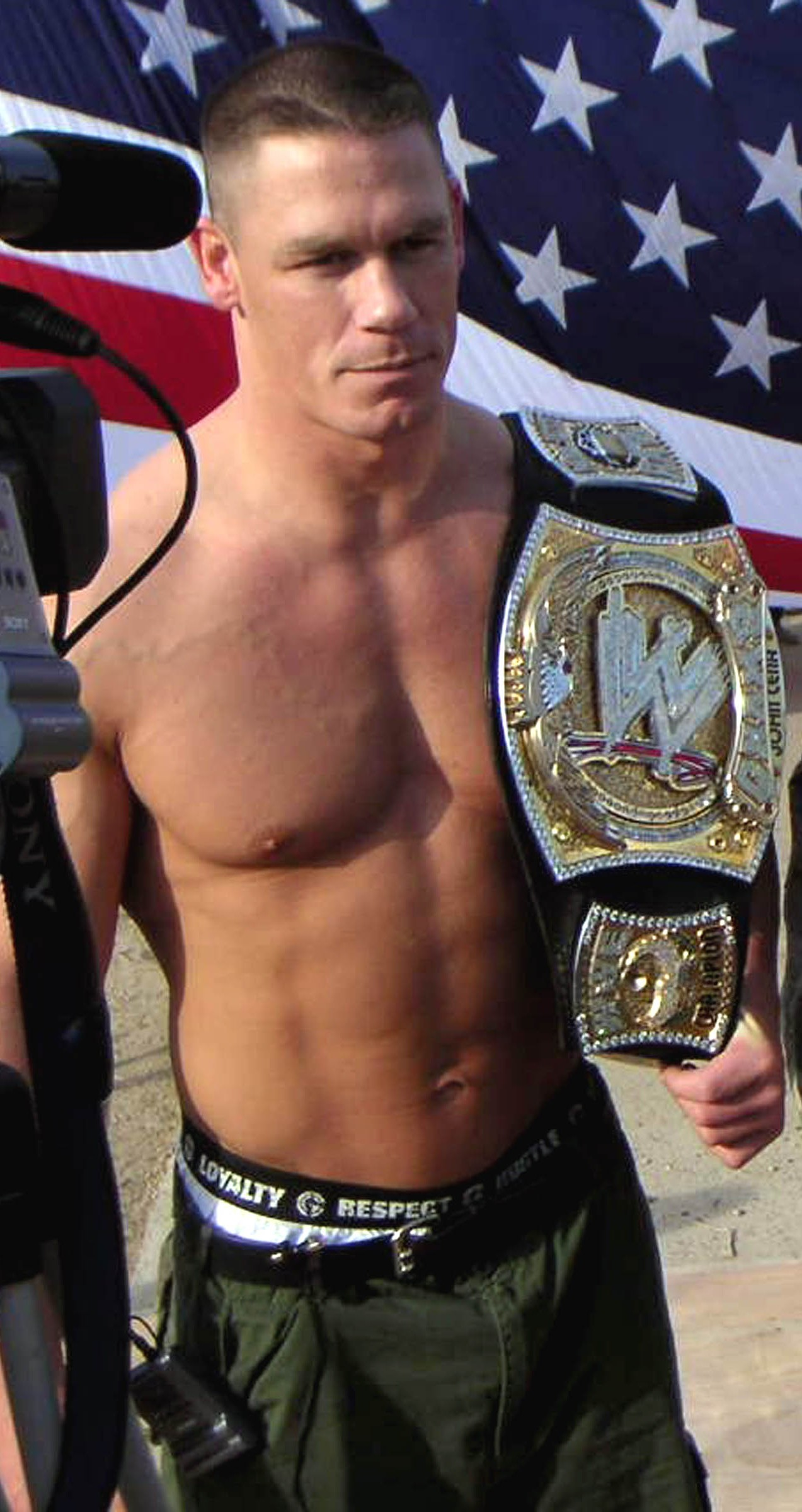
Сіна з титулом чемпіона WWE у 2007 році

  - Чемпіон OVW у важкій вазі (1 раз)
  - OVW південне командне змагання (1 раз) — із Ріко Константіно
- Pro Wrestling Illustrated
  - Протистояння року (2006) проти Еджа
  - Протистояння року (2011) проти CM Панка
  - Поєдинок року (2007) проти Шона Майклза на Raw 23 квітня
  - Поєдинок року (2011) проти CM Панка на Money in the Bank
  - Поєдинок року (2013) проти Денієля Браяна на SummerSlam
  - Поєдинок року (2014) проти Брея Ваятта «до останнього на ногах» на Payback
  - Найбільш прогресуючий реслер року (2003)
  - Найпопулярніший реслер десятиліття (2000—2009)
  - Найпопулярніший реслер року (2004, 2005, 2007, 2012)
  - Реслер року (2006, 2007)
  - № 1 у списку 500 найкращих реслерів 2006, 2007 та 2013 років
- Ultimate Pro Wrestling
  - Чемпіон у важкій вазі UPW (1 раз)
- World Wrestling Entertainment
  - Чемпіон WWE (14 разів)
  - Чемпіон світу у важкій вазі (3 рази)
  - Командний чемпіон світу WWE (2 рази) — із Шоном Майклзом (1 раз), із Батистою (1 раз)
  - Командний чемпіон WWE (2 рази) — із Девідом Отонгою (1 раз), і Мізом (1 раз)
  - Чемпіон Сполучених Штатів (5 разів)
  - Переможець «Королівської битви» (2008, 2013)
  - Містер «Зірви банк» (2012) — контракт на бій за титул чемпіона WWE
  - Нагорода Слеммі «Суперзірка року» — 2009, 2010, і 2012
  - Нагорода Слеммі «Матч року» — 2013 проти Скелі на Реслманії 29
  - Нагорода Слеммі «Матч року» — 2014 команда Сіни против командни Керівництва на Survivor Series 2014
  - WWE ставить його поєдинок проти Шона Майклза на Raw 23 квітня під № 1 у списку найкращих поєдинків в історії WWE на арені Raw
  - WWE ставить його під № 16 у списку 50 найкращих реслерів за всю історію
  - WWE ставить його поєдинок проти СМ Панка на супершоу «Зірви банк» 2011 під № 4 у списку найкращих поєдинків за титул чемпіона WWE за всю історію
- Wrestling Observer Newsletter awards
  - Реслер року (2007)
  - Найкраща знахідка офісу (2007)
  - Найкращий в інтерв'ю (2007)
  - WON ставить його під № 6 у списку 15 найкращих реслерів десятиліття (2000—2009)
  - Найхаризматичніший реслер (2006, 2007, 2008, 2009, 2010)
  - Найкращий образ (2003)